# لا پلاتا پارتیدو
لا پلاتا پارتیدو (به اسپانیایی: Partido de La Plata) یک منطقهٔ مسکونی در آرژانتین است که در استان بوئنوس آیرس واقع شده‌است. لا پلاتا پارتیدو ۹۲۶ کیلومتر مربع مساحت و ۷۷۴٬۳۶۹ نفر جمعیت دارد.